# That XX
That XX (그 XX?, Geu XXLR) è un brano musicale del cantante sudcoreano G-Dragon, pubblicato il 1º settembre 2012 dall'etichetta YG Entertainment come terza traccia del primo EP One of a Kind.

## Video musicale
Nel video musicale G-Dragon interpreta due persone: se stesso e il fidanzato traditore  della protagonista femminile (interpretata da Jennie). All'inizio del video G-Dragon viene mostrato guardando attraverso i suoi bui ma prima che svela ciò che vede il video gira per vederlo cantare. Il video viene riportato a lui che guarda attraverso i ciechi per vedere il fidanzato traditore che si toglie il ring prima di voltarsi per lasciare la sua stanza. Il ragazzo viene quindi visto abbracciare una ragazza che indossa abiti appariscenti. La scena si interrompe visibilmente con una di Jennie Kim al telefono. G-Dragon viene mostrato, anche sconvolto, nella sua stanza. Jennie viene mostrata di nuovo al telefono ma è molto più felice e sorride. Durante il ponte della canzone viene mostrato Jennie che si immerge sott'acqua in una vasca da bagno, quindi passa a G-Dragon che emerge dall'acqua, entrambi ancora vestiti. Il video termina con G-Dragon e Jennie seduti su un divano, il braccio intorno alle sue spalle. Non è chiaro se si tratti o meno del fidanzato traditore. Durante il video ci sono scene di G-Dragon che cantano in diversi luoghi e testi inglesi, che canta, appaiono in modi diversi. "Mi dispiace" appare ad esempio scritto su un pezzo di carta strappata e sgualcita.

## Tracce
1. That XX – 3:20

## Classifiche
| Classifica (2012) | Posizione massima |
| ----------------- | ----------------- |
| Corea del Sud     | 1                 |